# Dobrociech
Dobrociech — staropolskie imię męskie, złożone z członu Dobro- ("dobry") oraz -ciech ("cieszyć"). Może ono oznaczać "tego, którego cieszy dobro". Odpowiednik tego imienia, jakim jest Dobrotech, jest notowany w języku czeskim, słoweńskim i połabskim.
Dobrociech imieniny obchodzi 5 czerwca i 8 czerwca.
Zobacz też:
- Dobrociechy – wieś
- Dobrociesz – wieś